# جيرالدين ماييه
جيرالدين ماييه Géraldine Maillet (ولدت في 29 فبراير 1972) هي روائية ومخرجة وكاتبة سيناريو ومحررة تلفزيونية وعارضة أزياء فرنسية.